# 状況判断
状況判断（じょうきょうはんだん、英語: Estimate of situation）とは作戦部隊の指揮官が行動方針を決定するために用いられる論理的な過程である。

## 概説
状況判断は作戦行動を遂行するために必要な各種の分析に基づいて行われる状況を判断することである。状況とはその時点における物事の様子などであるが、この状況判断においては主に戦闘状況を指し、任務判断、地形判断、敵情判断から成る。複数の状況を併せて情勢と言う。作戦指揮官は与えられた任務を達成するために部隊が置かれた軍事的な状況を論理的な推論によって把握しなければならず、この思考法を定型化することは戦術教育を行う上でも意思決定を行う上でも意義のあることである。
この判断に至る過程の思考を分析または研究と言い、このような分析は不完全情報という状況下で行われるために何らかの設想に基づいて進められる場合もある。この設想は不完全な情報を補完するために一時的に仮定される合理的な設定であり、これは情報収集が進展するたびに設想は得られた情報と置き換えられていく。分析を経た後には状況についての判断を行い、その状況判断に基づいて行動方針の決心を下して部隊の指揮を執ることとなる。
重要な着眼点としては不完全な情報資料に基づいて敵の作戦の意図などについて性急に判断しないこと、不適切な憶測や仮定に惑わされず、合理的な思考によってのみ思考を進めること、致命的な見落としがないように網羅的かつ組織的に行うこと、などが挙げられる。

## 任務判断
状況判断はまず任務判断から始まる。これは与えられた任務の意図や背景を分析してその本意を判断することであり、例えば付与された任務が「支隊として主力を掩護せよ」である場合でも、達成すべき目標は主力の状態、彼我の配置、地形や敵情によって変化しうる。与えられた任務の目的を正確に理解することによって求められている本質的な戦果を認識する。この判断によって部隊の行動方針の方向性を規定し、状況が激変する緊急事態において適当な方針の転換に対処する準備が出来る。

## 地形判断
さらに状況判断は地形判断を伴う。地形判断とは軍事地理学的な知識に基づいて作戦領域における地形地物を分析し、地形の軍事的な特性や緊要地形などを判断することである。例えば射界や視界が得られる高地、渡河困難な河川にかかる橋、港湾や空港、政経中枢である都市などは一般的に緊要地形と考えることができる。また各々の要点を接続する道路や鉄道などの交通路も接近経路・退却路・後方連絡線などとして利用可能であるために要線である。これらの判断は部隊の作戦行動を指揮する際の攻撃目標や防御陣地の選定にとって重大である。

## 敵情判断
そして敵情判断とは情報活動に基づいて敵の状態を判断することである。この場合における敵情とは敵部隊の部隊名・兵員数・装備・武器弾薬・士気・作戦行動などの戦闘力の要素の総体である。敵情判断では特に不確実な要素が多く、情報活動によって情報優勢を獲得することがより重要となる。特に流動的な敵の作戦行動については、敵の可能行動を全て列挙し、それら可能性と蓋然性と区別した上でそれぞれを分析して行う。敵情判断の過程においては敵に対する過少な評価と過大な評価という二つの思考上の危険がある。この判断は作戦計画の基調や内容にとって特に重要であり、作戦方針そのものの決心を左右する。

## 陸上自衛隊における状況判断
陸上自衛隊で作成されている教範の中で最高位にある「野外令」には、指揮官の状況判断に関し、次のように記載されている。
任務を基礎とし、何を、いつ、決定すべきかを至当に判断することは状況判断の基本的要件である。

状況判断は、千変万化する状況において、自ら戦勢を支配するため、継続的かつ的確に行われなければならない。
この際、作戦の進展に伴い、既に結論を得た事項についても、その結論に影響を与えた要因の変化に応じて、所要の修正あるいは変更を行わなければならない。
状況判断に当たっては、状況、部隊の地位・特性等に応じ、考慮すべき要因の時間的・空間的範囲を適切に選定することが必要である。
—武藤　正美、「非常事態での指揮官に求められる意思決定プロセスを考える」、防衛技術ジャーナル No.484（2021年7月1日発行）p5